# Bút toán
Bút toán (Journal entry) là một thuật ngữ kế toán ghi nhận giao dịch vào sổ kế toán. Một bút toán có thể gồm nhiều hạng mục mà mỗi hạng mục có thể là một định khoản nợ hoặc định khoản có. Tổng giá trị định khoản nợ phải bằng tổng giá trị định khoản có, nếu không thì bút toán sẽ được coi là không "cân". Các bút toán có thể ghi nhận các hạng mục duy nhất hoặc các hạng mục lặp đi lặp lại như khấu hao tài sản cố định hay khấu hao vốn.

## Cách ghi chép
- Trong phần mềm kế toán, các bút toán thường được nhập vào các module khác nhau của phần mềm như Phải Thu, Phải Trả tức là các sổ phụ và sẽ có ảnh hưởng gián tiếp tới sổ cái.
- Khi được thể hiện trên giấy, các bút toán thường ghi các định khoản nợ trước rồi mới tới các định khoản có. Các định khoản có thường được ghi thụt vào bên phải một chút để dễ phân biệt

## Một số loại bút toán
- Bút toán điều chỉnh.
  - Điều chỉnh khấu hao tài sản cố định.
  - Điều chỉnh doanh thu nhận trước.
  - Điều chỉnh doanh thu chưa thu.
  - Điều chỉnh các loại chi phí trả trước.
  - Điều chỉnh các loại chi phí phải trả.
- Bút toán kết chuyển.
- Bút toán khóa sổ.

## Ví dụ
Một số định khoản theo hệ thống kế toán Việt Nam như sau: Ngày 01/01/2009 Doanh nghiệp A trả tiền thuê văn phòng 1 năm cho công ty B là 60 triệu VAT 10% --> 6 triệu., tại công ty B kế toán định khoản như sau:
- Nợ TK 111: 66 triệu
  - Có TK 333: 6 triệu
  - Có TK 511: 60 triệu